# Liste der Mitglieder der National Academy of Sciences/1937
Im Jahr 1937 wählte die National Academy of Sciences der Vereinigten Staaten 16 Personen zu ihren Mitgliedern.

## Neugewählte Mitglieder
- Calvin Bridges (1889–1938)
- Oliver Buckley (1887–1959)
- Arthur J. Dempster (1886–1950)
- Ernest W. Goodpasture (1886–1960)
- Carl G. Hartman (1879–1968)
- Donnel Hewett (1881–1971)
- August Krogh (1874–1949)
- Leo Loeb (1869–1959)
- Duncan MacInnes (1885–1965)
- George Minot (1885–1950)
- Seth Nicholson (1891–1963)
- Otto von Struve (1897–1963)
- Francis Sumner (1874–1945)
- Charles C. Thom (1872–1956)
- Edward C. Tolman (1886–1959)
- John von Neumann (1903–1957)